# Monk's Music
Monk's Music är ett musikalbum av Thelonious Monk som lanserades 1957 på skivbolaget Riverside Records. Monk spelade här med en septet bestående av John Coltrane, Coleman Hawkins (båda tenorsaxofon), Gigi Gryce (altsaxofon), Ray Copeland (trumpet), Wilbur Ware (bas) samt Art Blakey (trummor).
Albumet spelades in i en monomix och en stereomix som skiljde sig åt, mikrofonerna som fångade upp stereomixen var placerade längre ifrån musikerna vilket ger en helt annan ljudbild än de som fångade upp monomixen.

## Låtlista
(kompositioner utan angiven upphovsman skrivna av Thelonious Monk)
1. "Abide with Me" (Henry Francis Lyte, William Henry Monk) – 0:54
2. "Well, You Needn't" – 11:24
3. "Ruby, My Dear" – 5:26
4. "Off Minor" – 5:07
5. "Epistrophy" (Monk, Kenny Clarke) – 10:46
6. "Crepuscule With Nellie" – 4:38